# Anna Johnson Julian

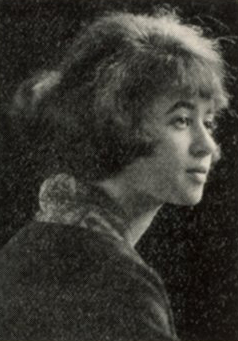
Anna R. Johnson

Anna Johnson Julian (* 24. November 1903 in Baltimore, Vereinigte Staaten; † 3. Juli 1994 in Oak Park, Illinois, Vereinigte Staaten) war eine US-amerikanische Soziologin, Hochschullehrerin und Bürgerrechtlerin. Sie war 1937 die erste afroamerikanische Frau, die an der University of Pennsylvania in Soziologie promovierte.

## Leben und Werk

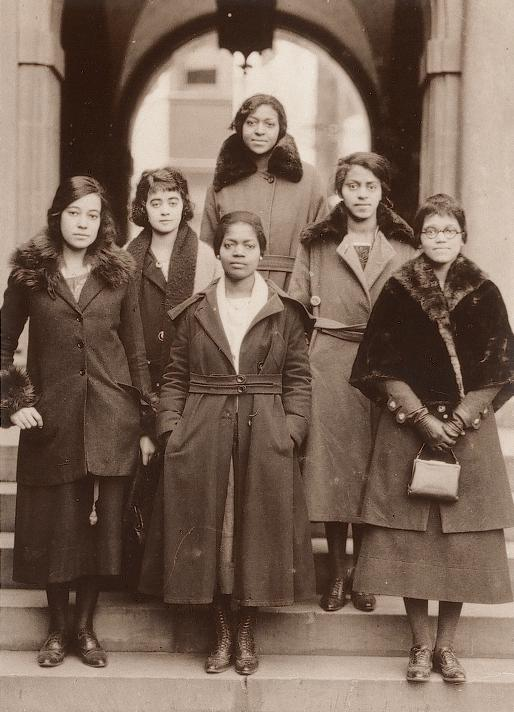
Mitglieder beim Nationalkongress 1921, veranstaltet vom Gamma Chapter (v. l. n. r.): vorne Virginia Margaret Alexander, Julia Mae Polk, Sadie Tanner Mossell; in Reihe 2 Anna R. Johnson, Nellie Rathbone Bright, Pauline Alice Young

Julian war die fünfte von sieben Töchtern eines Podologen und einer Hausfrau. Ihre Eltern schickten sie zu einer Tante nach Philadelphia, damit sie dort die integrierte West Philadelphia High School for Girls besuchen konnte. Nach ihrem Highschool-Abschluss 1919 immatrikulierte sie sich an der School of Education der University of Pennsylvania. Hier wurde sie als erste Afroamerikanerin mit dem Phi-Beta-Kappa-Zertifikat ausgezeichnet. Während ihres Studiums war sie Mitglied des Gamma Chapters von Delta Sigma Theta. 1929 wurde sie zur vierten nationalen Präsidentin von Delta Sigma Theta gewählt und bekleidete dieses Amt zwei Jahre lang.
Sie erlangte im Juni 1923 den Bachelor of Science in Pädagogik. Ein Jahr später, im Herbst 1924, schrieb sie sich mit einem Universitätsstipendium für Soziologie an der Penn’s Graduate School of Arts and Sciences ein. Nachdem sie im Juni 1925 den Master of Arts in Soziologie erlangt hatte, arbeitete sie von 1925 bis 1928 als Sozialarbeiterin bei der Family Service Association von Washington, D.C., und von 1928 bis 1929 als Lehrerin in Bordentown, New Jersey.
Sie kehrte im Sommersemester 1931 an die Graduiertenschule von Pennsylvania zurück und schrieb sich im Studienjahr 1931–1932 als Vollzeitstudentin ein. Sie erhielt 1934 ein Bloomfield Moore Fellowship in Soziologie und bestand im Mai 1935 die vorläufige Prüfung zum Ph.D. 1937 war sie die erste afroamerikanische Frau, die an der Pennsylvania University in Soziologie promovierte.
Von 1929 bis 1939 war sie wissenschaftliche Mitarbeiterin in der Forschungsabteilung der öffentlichen Schulen von Washington, D.C. 1937 war sie auch Dozentin für Bildungssoziologie am Miner College.
Julian war mit Robert Thompson verheiratet und 1935 heiratete sie Percy L. Julian, den Enkel eines Sklaven, der mit seiner kostengünstigen Synthese von Kortison Anerkennung erlangte und es damit für Menschen mit rheumatischer Arthritis und anderen entzündlichen Erkrankungen allgemein verfügbar machte. Zu seinen weiteren wissenschaftlichen Errungenschaften gehörten die Synthese eines Medikaments zur Behandlung eines Glaukom, die Synthese des weiblichen Hormons Progesteron und die Entwicklung eines Feuerlöschschaums, der im Zweiten Weltkrieg zum Löschen von Öl- und Gasbränden auf Kriegsschiffen eingesetzt wurde.
1939 zog sie mit ihrem Ehemann nach Maywood, Illinois und 1950 nach Oak Park. Beide wurden zu Vorreitern der Integration von Oak Park und waren die erste afroamerikanische Familie, die seit den 1930er Jahren in die Stadt zog. Sie zog mit ihm zwei eigene Kinder und einen Neffen groß. Der Brandbombenanschlag auf das Haus der Julians am Vorabend von Thanksgiving 1950 erregte landesweite Aufmerksamkeit. Integrationsgegner versuchten, das Haus niederzubrennen und 1961 landete ein Dynamitstab, der aus einem Auto geworfen wurde, unter einem Schlafzimmerfenster. Trotzdem blieb Julian mit ihrer Familie dort wohnen.
1953 gründete ihr Ehemann in Franklin Park (Illinois) Julian Laboratories, Inc., wo sie als Vizepräsidentin, Schatzmeisterin und Buchhalterin des Unternehmens tätig war.
Sie gründete die National Conference of Christians and Jews. In den 1960er Jahren war Julian zunächst Schatzmeisterin und dann Vizepräsidentin von Links, Inc., einer nationalen Frauenorganisation, die sich bürgerschaftlichen, kulturellen und pädagogischen Zwecken widmete.
Julian wurde Professorin an der Howard University, wo sie Soziologie lehrte und außerdem Mitglied des Woman’s Board der University of Chicago und zwei Amtszeiten lang Vorsitzende des Board of Trustees der Dominican University in River Forest war. 1979 wurde sie von dem britischen Botschafter in den USA, Nicholas Henderson, gebeten, im Beirat des Marshall Scholarship Program in Großbritannien mitzuarbeiten. Sie war drei Jahre lang Mitglied des Beirats.
1963 wurde sie von Gouverneur Otto Kerner von Illinois in die Kerner-Kommission zur Erforschung der Geburtenkontrolle berufen. Der Bericht der Kommission wurde zur Grundlage einer Gesetzgebung, die die Verbreitung von Informationen zur Geburtenkontrolle in Illinois legalisierte. 1970 wurde sie zur offiziellen Delegierten von Illinois ernannt, um an der White House Conference on Children teilzunehmen.
Sie war Mitglied unter anderem im NAACP Legal Defense and Educational Fund, der United Nations Association, dem YWCA World Service, der Oak Park Educational Foundation, der Delta Research and Educational Foundation und der Sigma Pi Phi Boule Foundation. Sie war Fellow der American Sociological Society, Mitglied der American Academy of Political and Social Service, Mitglied der American Association of University Women und lebenslanges Mitglied der NAACP.
Julian starb im Alter von 90 Jahren in Oak Park.

## Ehrungen und Auszeichnungen (Auswahl)
- 1987: Ehrendoktor der DePauw University
- 1993: Ehrendoktor des Rosary College
- 1994: Ehrendoktor des MacMurray College